# Khalabin
Khalabin är en ort i Azerbajdzjan.   Den ligger i distriktet Lerik Rayonu, i den södra delen av landet, 220 km sydväst om huvudstaden Baku. Khalabin ligger 893 meter över havet och antalet invånare är 330.
Terrängen runt Khalabin är bergig. Närmaste större samhälle är Lerik, 17,4 km nordväst om Khalabin. 
Omgivningarna runt Khalabin är en mosaik av jordbruksmark och naturlig växtlighet. Runt Khalabin är det ganska tätbefolkat, med 67 invånare per kvadratkilometer.